# Eleocharis emarginata
Eleocharis emarginata är en halvgräsart som först beskrevs av Christian Gottfried Daniel Nees von Esenbeck, och fick sitt nu gällande namn av Johann Friedrich Klotzsch och Johann Otto Boeckeler. Eleocharis emarginata ingår i släktet småsäv, och familjen halvgräs. Inga underarter finns listade i Catalogue of Life.